# 堀越 (弘前市)
堀越（ほりこし）は、青森県弘前市の地名。郵便番号は036-8112。

## 地理
青森県道260号石川百田線・国道7号弘前バイパス沿いに位置し、西北は門外、北東は川合、東は平川市大坊、東南は石川、南西は大沢・松木平・清水森に接する。

## 沿革
- 1889年（明治22年） : 当初は堀越村の一部で、のちに門外一 - 四丁目になる。
- 1891年（明治24年） : 当時の記録では人口893、戸数119、厩80であった。
- 1955年（昭和30年） : 弘前市の大字になる。
- 1977年（昭和52年） : 国道7号弘前バイパス境関 - 堀越間が開通。
- 1980年（昭和55年） : 堀越 - 石川間が開通。

## 世帯数と人口
2017年（平成29年）6月1日現在の世帯数と人口は以下の通りである。
| 大字             | 世帯数  | 人口  |
| ---------------- | ------- | ----- |
| 堀越（小字全域） | 188世帯 | 455人 |

## 施設

### 教育
- 堀越保育園

### 医療
- 訪問看護ステーションオアシス

### 福祉
- 堀越福祉プラザ
- ほりこし介護福祉センター
- グループホーム太陽の里
- グループホームサンライフ堀越

### 警察
- 鎌倉第二警察犬弘前訓練所

### 消防
- 弘前市消防団堀越地区団第五分団消防屯所

### 商業
- 東北名鉄運輸弘前支社
- ワーク物流デリバリーセンター

### 農業
- 弘前りんご商業協同組合
- ヒカリ農園
- くらみつりんごセンター

### 公共
- 弘前市堀越児童館

## 小・中学校の学区
市立小・中学校に通う場合、学区は以下の通りとなる。
| 大字 | 番・番地 | 小学校             | 中学校             |
| ---- | -------- | ------------------ | ------------------ |
| 堀越 | 全域     | 弘前市立堀越小学校 | 弘前市立第五中学校 |

## 交通
- 弘南バス

下堀越、堀越、上堀越（弘前バスターミナル - 大鰐南団地・碇ヶ関線）停留所。